# أسطورة عدو الشمس
أسطورة عدو الشمس هي الرواية رقم 21 من سلسلة ما وراء الطبيعة التي تصدرها المؤسسة العربية الحديثة ضمن روايات مصرية للجيب للكاتب أحمد خالد توفيق تعد السلسلة أول سلسلة روايات عربية في أدب الرعب.

## أحداث الرواية
عندما يأخذ رفعت إسماعيل صور الرحلة من الأستديو ليرى ظهور صورة الطالب والطالبة المتزوجان فيها، وبذلك يفند رواية فرانتز لوسيفر في حكايات التاروت لطريقة موته، ويحاول د.محمد شاهين أن يعرفه على د.كاميليا ليزوجه منها، ومن ناحية أخرى يخبر طالب يدعى مدحت رفعت أنه لا يظهر في الصور، ويتأكد رفعت من هذا فعلا وهو لا يستطيع أن يفسر سر ما يحدث له.
و في ذات الوقت يتعرف رفعت على كاميليا حيث تريده كاميليا كصديق، وتتطور حالة رفعت حيث أصبح جلده يحترق في ضوء الشمس وتصبح لديه حساسية من الشمس، ويعرف أن الجميع لا يتذكرون شيئا عن الطالب والطالبة المتزوجان، بل أنهم لا يستطيعون رؤيتهما في الصورة التي أخذها لهما، بينما رفعت يستطيع رؤيتهما ويظن رفعت انها مؤامرة من الجميع لأصابته بالجنون.
و لكن يفأجا بأن الطالب الذي صوره قد جاء له ليحكى له قصته، حيث أنه كان طيف في عالم يدعى آشتا وأنهم - الأطياف - يعيشون مع البشر ولكن البشر لا يمكنهم أن يروهم، وأنهم يخافون ضوء الشمس ولكنه اراد المعرفة فخرج إلى ضوء الشمس، فتسبب ذلك في طرده هو وحبيبته من عالم الأطياف إلى عالم البشر، حيث تنكرا في صورة طالب وطالبة جامعيان في كلية الطب، ولكنهم لا يظهران في الصور.
و عندما أراد رفعت إسماعيل أن يلتقط لهما صورة ونجح في ذلك، قررا أن ينقما بتحويله من صورة مادية إلى صورة طيف مما يجعله لا يظهر في الصور، ولكنه يستطيع أن يرى صورتهما التي لا يستطيع باقى الناس رؤيتهما، وتحوله إلى الصورة الطيفية هو سبب كل الأعراض التي يعانى منها، وأن الطالبة حاولت التنكر في صورة د.كاميليا لأعادته إلى صورته المادية ولكنها فشلت، وأن الطالب قد جاء ليعيد رفعت إلى صورته المادية، مع وعد من رفعت أن يحفظ سرهما ليستعيد رفعت صورته المادية، ويعود كما كان ويكتسبهما كأصدقاء يذهبا له كل حين ليحكيا عن عالمهم الذي تركاه، والخبرات التي يكتسبها في عالم البشر.

## أبطال الرواية
- رفعت إسماعيل : طبيب أمراض الدم والأستاذ الجامعي الكهل المقيم بالقاهرة، نحيل، أصلع، ذو عوينات، يعاني من كتيبة من الأمراض منها على سبيل المثال لا الحصر : القرحة المعدية، ضيق الشرايين، الربو الشعبي، التهاب الرئة، آلام المفاصل، قلق، متشائم، نحس يقع في المصائب.
- د.محمد شاهين : خبير الأنثروبولوجي الساذج، صديق رفعت ويحاول تزويج رفعت من د. كاميليا.
- د.كاميليا : يحاول د.محمد شاهين أن يزوجها لرفعت ويجعل رفعت يقابلها، ثم يكتشف أنه لم يقابلها هي وإنما قابل طيفاً متنكراً في شكلها.

## آراء ونقاش حول الرواية
لمعرفة المزيد من التفاصيل والآراء حول الموضوع راجع منتدى شبكة روايات التفاعلية 